# Paul Guillaume (psicólogo)
Paul Guillaume (Chaumont, 1878 - Lannes, 1962) fue un psicólogo, principal representante francés de la psicología de la forma también conocida como psicología de la Gestalt.
Fue autor del libro "Psicología de la forma", que contiene la siguiente definición: «Una forma es algo más o algo más que la suma de sus partes. Tiene propiedades que no son resultado de la mera suma de sus partes… 

## Principales publicaciones
- La imitación en niños (Alcan, 1925)
- Hábito formación (Alcan, 1936)
- La psicología de la forma (Flammarion, 1937)
- Psicología Animal (Colin, 1940)
- La psicología del niño en 1938-1939 (Hermann, 1941)
- La psicología de los monos (Presses Universitaires, 1942)
- Introducción a la Psicología (Vrin, 1943)